# Piraterij (zeeroverij)

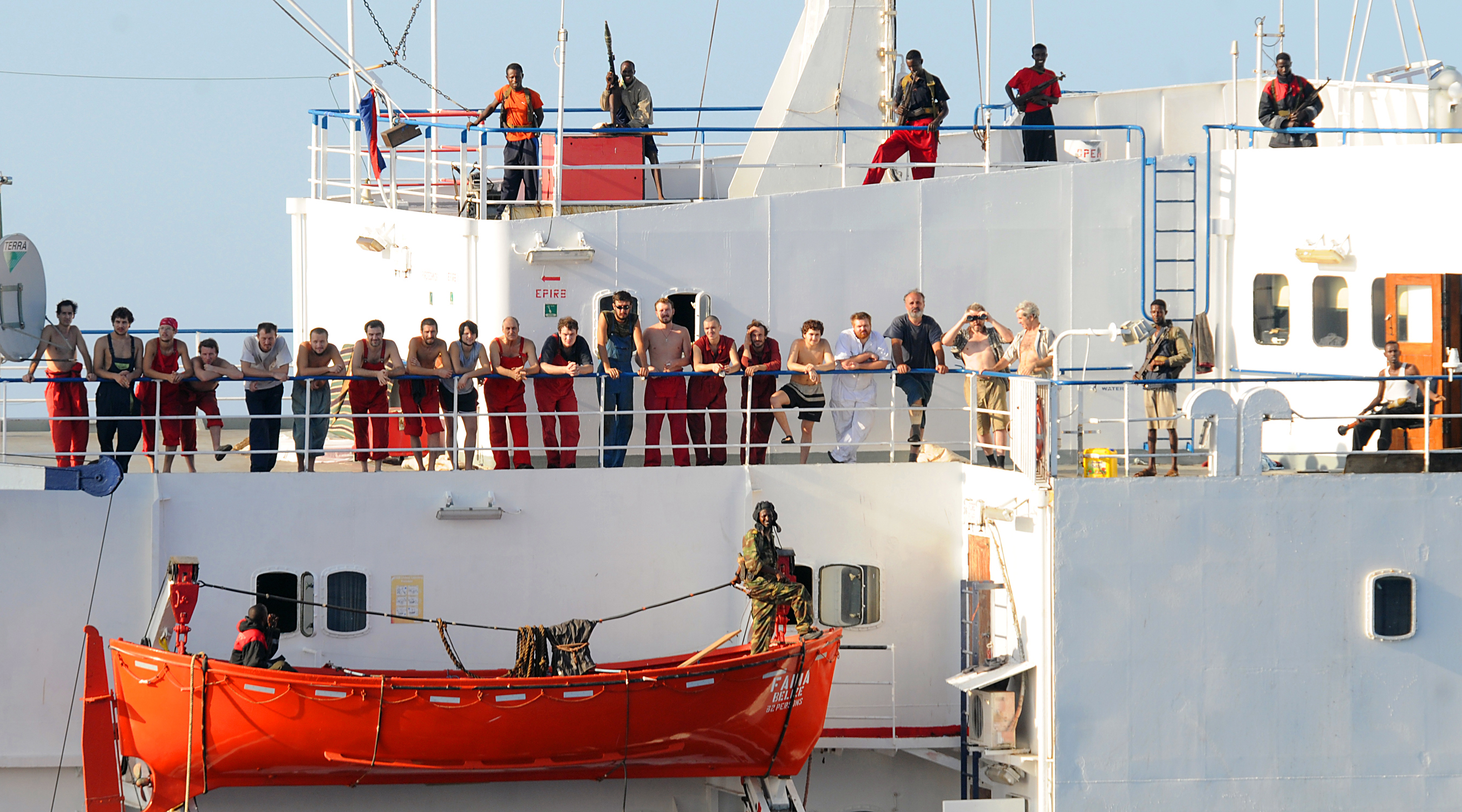
De bemanning van de gekaapte Faina – slachtoffer van de opgelaaide Somalische piraterij – aan dek op verzoek van de Amerikaanse marine om hun welzijn te kunnen beoordelen. De piraten staan met wapens.

Zeeroverij of piraterij is een praktijk die sinds mensenheugenis heeft bestaan, zelfs voor de tijd van de oude Grieken en Romeinen. Volgens artikel 101 van het VN-zeerechtverdrag (UNCLOS) van 1982 is piraterij gedefinieerd als elke criminele daad van geweld, detentie of plundering die wordt gepleegd voor privé-doeleinden door de bemanning of passagiers van een privé-schip die is gericht op volle zee (dat wil zeggen buiten de territoriale wateren) tegen een ander schip of personen of bezit aan boord van een schip. Piraterij kan ook worden gepleegd tegen een schip, persoon of bezit buiten de jurisdictie van enige staat. Desalniettemin wordt aanvaard dat elke staat piraterij kan vervolgen op basis van het universaliteitsbeginsel aangezien het gaat om een misdaad tegen de gehele internationale gemeenschap die de vrije zeevaart belemmert.
Het eeuwenoude verschijnsel van de piraterij hoort nog steeds bij de huidige internationale zeescheepvaart. Piraterij betekent het roven van goederen of het ontvoeren van mensen in verband met losgeldvordering of slavenhandel. De oorsprong van de piraterij valt samen met het begin van de scheepvaart. Met het opkomen van de overzeese handelsvaart en het bijbehorende waardetransport breidde piraterij zich snel uit.
Verwant aan het begrip piraat of zeerover zijn boekanier en kaper. Nadat de luchtvaart belangrijker werd is het begrip piraterij ook hier in gebruik geraakt en weer later ook elders zoals in de wereld van kunst en wetenschap.

## De Oudheid
Vanaf het begin van de scheepvaart heeft piraterij bestaan. Er waren onder andere Chinese piraten, Barbarijse piraten aan de Middellandse Zee en piraten in de Nieuwe Wereld. In de oudheid werd in de Middellandse Zee veel piraterij bedreven door Griekse, Etruskische, Fenicische, Carthaagse piraten en zeerovers afkomstig van veel andere kleinere volken. De piraterij werd pas redelijk effectief onderdrukt tijdens het hoogtepunt van het Romeinse Rijk, toen de Romeinen de controle verwierven over de hele Middellandse Zee. Julius Caesar, ooit gevangengenomen door piraten maar vrijgekocht door zijn rijke familie, bestreed fel de piraterij. Tijdens en na het verval van het rijk werd de piraterij weer een algemeen verschijnsel.

## Opvatting
De gangbare opvatting van zeerover is dat zij een willekeurig schip aanvielen, met de Doodskopvlag in top. Dit is niet geheel waar. Zeerovers gingen een zwaarder bewapend schip liever uit de weg. Het is bekend dat een Hollands retourschip aan plundering ontkwam door zich vol bravoure voor te doen als oorlogsschip.
De Jolly Roger of Doodskopvlag en soortgelijke vlaggen werden pas door de diverse piraten in de West gebruikt en dus nooit eerder in de wateren van Europa of de Middellandse Zee. 
De Maltezers van de Middellandse Zee vielen alleen schepen aan die waren bemand door aanhangers van de islam of in dienst voeren van een islamitische staat. 
Met de opvarenden kende men geen pardon; die werden allen omgebracht. De Duinkerkers hadden meer belang bij de goederen die er te halen waren en wisten ook dat onnodige wreedheid alleen zou leiden tot heftiger verzet van de volgende prooi. De vrijbuiters in de West hadden over het algemeen geen pardon voor de officieren van een veroverd schip, maar de manschappen kregen de keus om mee te doen. 

### Namen
Er waren onder de zeerovers personen die een grote naam verwierven. In de Middellandse Zee waren dat Simon de Danser en De Veenboer. In het westen Henry Morgan en Henry Every om enkele te noemen. De Hollander Claes Compaen heeft zijn streken in alle eerder genoemde wateren bedreven. De veel opgehemelde Jack Rackham was een onbeduidende schipper die mooie en spannende kroegverhalen wist te vertellen met zichzelf in de hoofdrol. Het overgrote deel van de zeerovers in de West had geen grote dadendrang en wilde slechts overleven, in een vorm die niets van doen had met de hun bekende (vaak onmenselijke) methoden die op de grote schepen van de naties gangbaar waren.

## Schepen
De zeerovers van Noord-Europese afkomst in de Middellandse Zee bedienden zich van dwarsgetuigde schepen met razeilen. Deze vorm van tuigage werd algemeen gebruikt voor de grotere zeegaande schepen. De kleinere gebruikten echter langsscheepse tuigage, die minder ervaren bemanning vergde, zoals de Duinkerker kapers. In de West lagen de zaken anders. Over het algemeen bediende men zich in die streken van kleinere snelle schepen die ook langsscheeps getuigd waren, maar voor snelheid waren gebouwd. Daardoor konden zij vaak sneller en beter laveren dan de beoogde prooi, en zich ook in ondiepe baaien en riviermondingen verschuilen voor de oorlogsschepen die jacht op hen maakten.
Er waren ook vrouwen onder deze zeerovers die zich een naam wisten te verwerven. Als eerste was daar Dutch Doverty, die wij kennen uit de geschriften van ene signeur Hackluyt, die in Tortuga zijn nering had. Een ander bekende was de Amerikaanse (van Ierse komaf) Anne Bonny en de uit Engeland afkomstige Mary Read.

## Buit
Over het algemeen waren dit alle goederen die geld opbrachten. Het meest in trek was natuurlijk gemunt geld of edelmetaal. Vaak werd als eerste de medicijnkist gepakt voor men zich met de rest van de lading bezighield, dit ter bestrijding van veel voorkomende aandoeningen die men nu soa's noemt. De meest begeerde buit van de Filibusters (verbastering van het Nederlandse vrijbuiters) en de Boekaniers in de 17e eeuw en begin 18e eeuw waren de Spaanse schepen die vanaf Midden-Amerika, via de Caraïben, naar Spanje zeilden met rijke lading (zilver en goud).

## Gezag
Iedere zeevaarder wist dat er een duidelijke vorm van gezag noodzakelijk was om het schip te kunnen varen. Het was bij zeerovers vaak gebruikelijk dat de gezagvoerder werd benoemd op basis van zijn kennis en zijn vermogen zijn gezag te handhaven, en om buit binnen bereik te brengen. Als hij hierin niet slaagde werd hij net zo makkelijk afgezet.

## Regels
Vaak werd een stelsel van meest democratische regels ingevoerd aan boord, die piratencode wordt genoemd. Ook hielden de zeerovers er vrij moderne opvattingen op na over de verdeling van de buit en de toewijzing van geld of goederen aan gewonden die verder ongeschikt waren voor de dienst aan boord. Degenen die dit erg ver doorvoerden zijn Bartholomew Roberts, bekend als Black Bart, en Jean de Misson, die een soort drijvende heilstaat probeerde te verwezenlijken.

## Havens
Op de Caraïben was de piraterij zo wijdverbreid, dat er zelfs nederzettingen aanwezig waren, echte piratennesten van vogelvrijverklaarden. Ook vrijbuiters, zoals piraten en zeerovers, hadden hun uitvalbasis op de eilanden in het gebied. Bekende piratenhavens waren bijvoorbeeld Port Royal en Tortuga (ook wel Île de la Tortue, Schildpadeiland).
Maar overal, zowel in de oude als de nieuwe wereld, waren er genoeg plaatsen waar men de koopwaar kon verkopen, het was meestal voldoende om onder een gefingeerde vlag, of vlag van een op dat moment bevriende natie, binnen te varen, een beleefdheidsbezoek aan de autoriteiten te brengen, vergezeld van passende "geschenken" om medewerking te verkrijgen.
Hierdoor kon er dus "legaal" worden begonnen met het verkopen van de goederen, en het opnieuw uitrusten van het schip.

## Straffen
Een zeerover die in handen viel van de nationale autoriteiten, werd op zee vaak overboord gezet. Aan wal kreeg hij de strop, aan de galg of aan de ra van de grote mast van het schip als afschrikwekkend voorbeeld. De vaklieden (onderofficieren) als de chirurgijn, timmerman en kuiper ontkwamen vaak aan dit lot omdat bekend was dat zij geprest waren voor het schip.

## Kapers, boekaniers en zeerovers

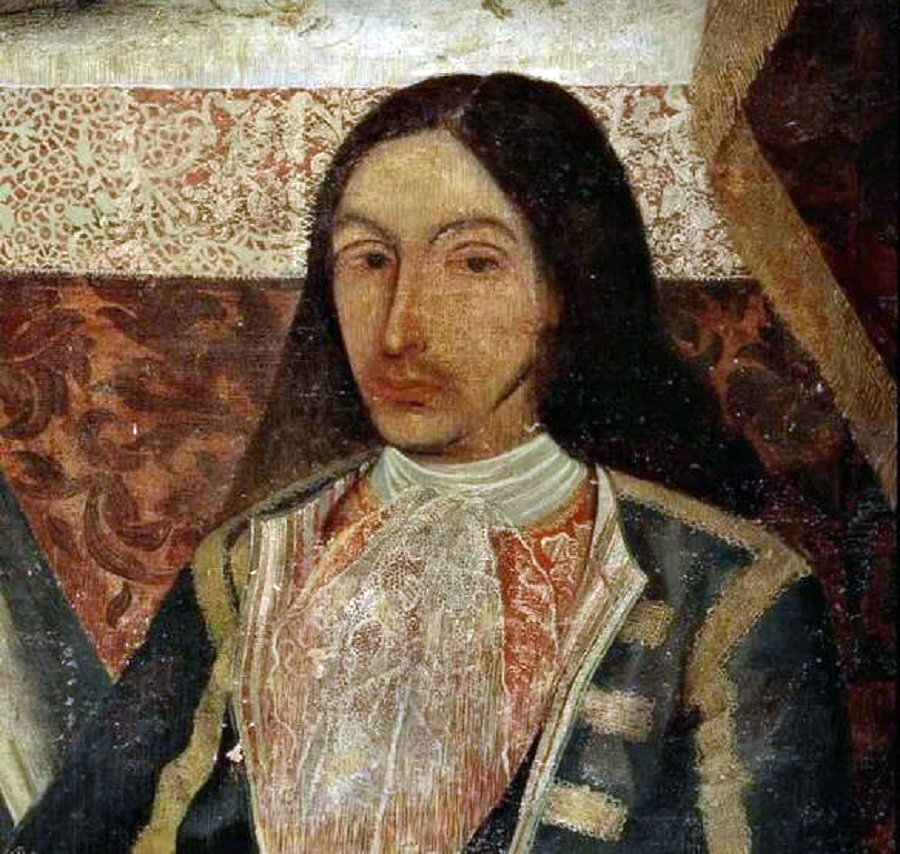
De Spaanse Amaro Pargo was een van de bekendste piraten van de gouden eeuw van piraterij.

Kapers in dienst van een overheid bedienden zich van dezelfde methodes als piraten. In 1856 werd deze door de staat geautoriseerde piraterij in de Verklaring van Parijs officieel afgeschaft, maar nog in de twee wereldoorlogen van de twintigste eeuw gebruikte men de kaapvaart als middel van zeeoorlog. Er waren al eerdere pogingen geweest om kaapvaart te verbieden. Al in 1785 sloten de Verenigde Staten en Pruisen een vriendschapsverdrag waarin dit werd opgenomen. Vanaf 1792 probeerde Frankrijk zonder succes dit op te nemen in verdragen met andere landen. Ook de poging van de Verenigde Staten in 1823 om met Frankrijk, het Verenigd Koninkrijk en Rusland tot een dergelijk verbod te komen mislukte. Daarnaast zijn er nog andere verwante of specifieke aanduidingen:
- kapers: deze piraten stonden onder een contract (een kaperbrief) van een gevestigde overheid om bepaalde schepen, vaak van een mogendheid waarmee men in oorlog was, te enteren en te beroven, tot zinken te brengen en bepaalde personen op die schepen te gijzelen. Zo kreeg bijvoorbeeld de Nederlander Piet Hein kaperbrieven van de Nederlandse overheid en mocht daarmee schepen van vijandelijke mogendheden aanvallen, ook wanneer het geen oorlogsschepen waren.
- boekaniers: deze piraten waren vooral Nederlandse, Franse en Engelse avonturiers, ballingen en ontsnapte Afrikaanse slaven, die rondzwierven in de Caribische Zee, en die soms schepen enterden of kusten onveilig maakten om in hun onderhoud te voorzien. Jamaica was een van hun thuishavens. Boekaniers bouwden een eigen leefgemeenschap op, en noemden zichzelf een democratisch geïnspireerde gemeenschap, die leefde volgens haar eigen regels, en niet die van de buitenwereld. Soms werden deze boekaniers ingehuurd door overheden, en werden ze (tijdelijk) zeerovers, maar niet iedere boekanier was een zeerover, en niet iedere zeerover een boekanier.
- vrijbuiters: deze piraten waren volledig onafhankelijk, en leefden niet volgens een bepaalde code zoals de boekaniers. Sommige waren zachtaardig in hun doen, maar vaker waren ze ongemeen wreed. Boekaniers konden hen niet luchten, en vaak trokken konvooien boekaniers rond om deze onethische piraten uit te roeien. Vrijbuiters, in het Engels freebooter genoemd, werd in het Frans verbasterd tot filibustier en daarop weer verbasterd tot filibuster. In het Engels worden kapers vermeld als privateers.
- Vikingen: meer dan 1000 jaar geleden doken deze piraten voor de kusten van Europa op. Ze waren afkomstig uit het huidige Scandinavië, met name Noorwegen, Zweden en Denemarken.
- Victualiënbroeders of Likedeelers, Noordzee, 14e eeuw.
- Barbarijse zeerovers of rifpiraten waren de piraten die al vanaf de tijd van de kruistochten de Middellandse Zee onveilig maakten voor schepen van de christelijke naties. Barbarije was het Noord-Afrikaans kustgebied van West-Marokko tot Egypte.
- Maltezer kapers waren de bestrijders van de moslimkapers met als uitvalsbasis het eiland Malta.
- Duinkerker kapers opereerden vooral in de 16e en 17e eeuw en maakten van het kapen een bijna respectabele familietraditie.

## Verenigde Naties
Naar aanleiding van de toename van de piraterij langs de Somalische kust nam de Veiligheidsraad resolutie 1838 aan, die oproept tot actieve jacht op Somalische piraten.

## Moderne piraterij
Hoewel veel mensen denken dat piraterij iets is uit vroegere tijden en er een romantisch beeld bij hebben (zie bijvoorbeeld romantiserende voorstellingen in boeken als Treasure Island van Robert Louis Stevenson en films als Captain Blood met Errol Flynn en recenter de Pirates of the Caribbean-films met Johnny Depp), is de werkelijke piraterij tegenwoordig nog steeds een groot probleem.

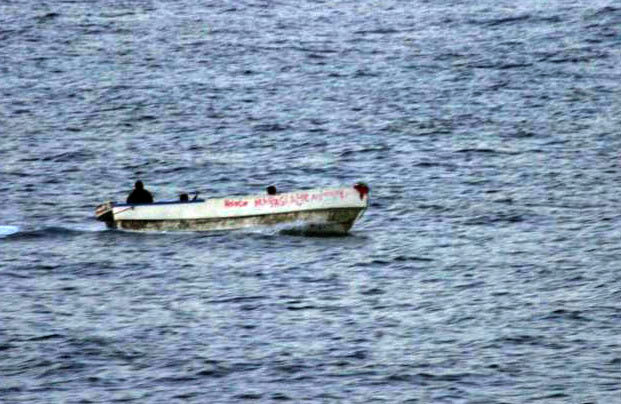
Gewapende vermoedelijke piraten in een typische piratenboot, in de internationale wateren voor de kust van Somalië

Deels doordat de macht van de westerse marines, en met name de Amerikaanse US Navy en de Britse Royal Navy is verminderd, is piraterij sinds de jaren 70 en 80 toegenomen. Met name in Zuid- en Zuidoost-Azië (de Zuid-Chinese Zee), delen van Zuid-Amerika, de Indische Oceaan, het zuiden van de Rode Zee en de Golf van Aden. Eind 20e eeuw en begin 21e eeuw is er ook een opleving van piraterij in de Indische Oceaan vanaf de kust van Somalië, waar sedert 2020 meer en meer vissersvaartuigen worden geviseerd, waarvan vele betrokken zijn bij illegale visserij.
Ook in de golf van Guinea zijn sinds 2007 opnieuw piraten actief. Ze werken gelijkaardig als Somalische piraten en opereren vermoedelijk vanuit Benin. Ze gedragen zich echter agressiever, tijdens hun acties verwonden ze regelmatig gijzelaars.
Piraten maken gebruik van kleine, snelle boten om vrachtschepen, die tegenwoordig met kleine bemanningen varen, te enteren. De kleine motorboten zijn vaak moeilijk te onderscheiden van vissersbootjes zoals deze voorkomen in bijvoorbeeld Straat Malakka. De gebieden waar piraterij voorkomt, zijn vaak landen met een relatief kleine marine en lange zeegrenzen. Met het einde van de Koude Oorlog zijn marines ingekrompen, terwijl de handel alleen maar is toegenomen, wat het de piraten makkelijker heeft gemaakt. Piraterij is soms een onderdeel van georganiseerde misdaad. In dat geval worden af en toe hele schepen verduisterd, waarbij de bemanning wordt vermoord, overboord gezet of vastgehouden voor losgeld. Een schip wordt soms omgeverfd en krijgt met valse documenten een nieuwe identiteit. Andere piraten is het slechts te doen om de kluis van het schip.

### Bewaking
In het verre verleden konden koopvaardijschepen zichzelf verdedigen; thans laat bijvoorbeeld de Nederlandse regelgeving slechts bij uitzondering bewapening toe; en dan nog maximaal één vuistvuurwapen en één geweer. In het Belgisch Staatsblad is op 30 januari 2013 een wet gepubliceerd met diverse maatregelen in de strijd tegen piraterij. Deze houden onder meer in dat speciaal getrainde privébewakers (voorlopig tot 31 december 2014) zijn toegelaten op Belgische schepen. Privébewakers zijn ook toegelaten op schepen onder Noorse, Zweedse, Deense, Spaanse, Luxemburgse, Italiaanse en Cypriotische vlag. Het International Maritime Bureau (IMO) laat het toelatingsbeleid inzake bewapende privéwachters over aan de vlaggenstaat.

### Aantal gevallen
Tussen 1993 en 2003 is het aantal gevallen van piraterij verdrievoudigd. Het IMB in Kuala Lumpur heeft een aparte afdeling voor piraterij. Hierbij werden in 2004 251 gevallen van piraterij gemeld, waarvan er 70 plaatsvonden in Indonesische wateren, waarvan het grootste deel in Straat Malakka. De meeste schepen die aangevallen werden waren tankers (67 aanvallen) en bulkcarriers (52 aanvallen). Deze schepen varen relatief langzaam en hebben een laag vrijboord. Het Franse MICA Center publiceert een jaarlijkse inventaris en statistieken van geregistreerde gevallen van piraterij wereldwijd.

## Strafbaarheid (Nederland)
Zeeroof is een strafbaar feit volgens art.381 Sr. Als schuldig aan zeeroof wordt gestraft degene "die als schipper dienst neemt of dienst doet op een vaartuig, wetende dat het bestemd is of het gebruikende om in open zee daden van geweld te plegen tegen andere vaartuigen of tegen zich daarop bevindende personen of goederen, zonder door een oorlogvoerende mogendheid daartoe te zijn gemachtigd of tot de oorlogsmarine van een erkende mogendheid te behoren" (maximumstraf 12 jaar) en degene "die, bekend met deze bestemming of dit gebruik, als schepeling dienst neemt op zodanig vaartuig of vrijwillig in dienst blijft na daarmede bekend te zijn geworden" (maximumstraf 9 jaar).
Op 17 juni 2010 was het de eerste keer dat het in Nederland tot een veroordeling kwam op basis van deze wet. Vijf Somalische piraten werden veroordeeld tot 5 jaar cel. Zij hadden een poging gedaan om een Antilliaans schip met een Turkse bemanning te kapen, waarna ze door de Deense marine werden opgepakt.